# フレンチ・ラン
『フレンチ・ラン』（Bastille Day、北米での公開時と家庭版ではThe Take）は、 2016年のフランス・アメリカ合衆国・イギリス・ルクセンブルクのアクションスリラー映画。ジェームズ・ワトキンスが共同脚本と監督を務めた作品で、出演はイドリス・エルバ、リチャード・マッデン、シャルロット・ルボン、ケリー・ライリー、ジョゼ・ガルシアなど。制作はアノニマス・コンテント、Vendôme Pictures、TF1 Films Production、スタジオカナル。スリの天才とCIAのはみだし捜査官がコンビを組み、テロの陰謀渦巻くパリの街を駆けずり回るさまを描いている。
2016年4月22日にイギリスで、2016年7月13日にフランスで、そして、2016年11月18日にはアメリカ、日本では2017年3月4日に公開された。

## ストーリー
パリ祭の前夜、パリでアメリカ人浮浪者でスリのマイケル・メイソンは、爆発物が入っていることを知らずに、女性からバッグを盗む。メイソンがバッグを捨てると、それは爆発して4人が死亡する。 メイソンは、CIAエージェントのショーン・ブライアーに逮捕されるも、自分はテロリストではないと抗議し、バッグにはゾーエという女性の携帯電話が入っていたとブライアーに伝える。この爆発事件は、ラフィ・ベルトラン率いる汚職警官のグループによって仕掛けられた。彼らは全員、フランス銀行への襲撃を企てるフランス国家警察特殊部隊RAPIDのメンバーである。ゾーエは （襲撃計画の一環とは知らないまま） フランス国民党のオフィスに爆弾を仕掛けるように言われたが、夜間清掃員が到着するのを見て、罪のない人を殺せず、計画を放棄した。共謀者の1人であるゾーエのボーイフレンドであるジャンは、仲間が彼女を殺そうとしていることに気づいて、彼女を逃がす。 
犯人グループがゾーエを探すために彼女の携帯電話のGPS信号を追跡したことで、CIAの隠れ家にいるブライアーとメイソンにたどり着く。メイソンがその場を脱出する一方で、ブライアーはGPS信号の発信場所からゾーエがいると錯覚したベルトランたちと交戦する。ベルトランのチームは、モスクに爆弾テロの偽の証拠を隠したり、警察が移民に暴力を働く映像を捏造したりして、移民やイスラム教徒の間にインターネット上のハッシュタグを利用した全国的なデモ騒ぎを引き起こすことに成功する。メイソンは、フランス当局とベルトランの部隊に追われるも、何かがおかしいと気づいたブライアーに匿われる。2人はゾーエを探して、彼女の友人のポールたちがたむろする隠れ家に向かうが、ゾーエの逃亡を手助ける彼らによって車を燃やされる。追跡するために、車を奪い、2人はポールが働いているバーまで追跡する。バーでは、ゾーエが隠れていると思われるポールの住所を知るために、メイソンがスリとしてのテクニックを用いて客同士の口論を引き起こし、その間にポールのIDカードを盗んだ。 
メイソンとブライヤーは、このカードからポールの住所に向かい、ようやくゾーエを確保する。彼女の協力を得て、真相を知っているジャンのアパートに行くが、そこで3人は彼の死体と、彼が警察官であることを示すIDとバッジを見つける。ブライアーは同僚のカレン・ダクレに、爆弾テロの犯人が警官であることを告げる。カレンは事態が手に負えないものとして、メイソンとゾーエの保護を旧知のDGSI局長ビクター・ガミューに相談する。しかし、実際には襲撃計画の首謀者であるガミューは、必要な情報を入手した後、ダクレを射殺し、ベルトランの部下たちを送る。ブライアーたちと共に護送される車内でゾーエは、ガミューの部下たちがジャンのアパートに入って行った姿を思い出し、そこから脱出するために交戦する。 ガミューに狙われたことから、彼の計画に気付いた3人はフランス銀行に向かう。 
ガミューたちが意図したように、デモ隊の群衆が銀行の面前に集まると、ガミューは銀行を守るためと称して、銀行前には機動隊を、そして、ベルトランたちの特殊部隊を銀行内の警備の代わりとして配備する。そうして、封鎖した銀行内を掌握した彼らは、デジタルデータで保存されている大金（5億ユーロ相当の外貨準備金）の強奪を進める。銀行に到着すると、ブライアーは武装を整え特殊部隊に変装し、発見される前に建物内に侵入するが、屋内で銃撃戦となる。ゾーエとメイソンは、ベルトランの部下たちから奪った警察のバンの無線で、ブライアーが追い詰められていると聞く。ゾーエたちは、彼を助けるためにデモ隊を暴徒化させ、銀行内へとなだれ込む。デモ隊の突入により、意表を突かれた特殊部隊員たちはブライアーに倒されていく。その後、ブライアーは金庫に侵入し、ベルトランたちと交戦する。ベルトランはデジタル通貨がダウンロードされたUSBドライブを持って逃げ出すが、ブライアーがメイソンに連絡したことで、メイソンはベルトランからUSBドライブを盗み取る。盗まれたことに気づくと、ベルトランはゾーエを人質にして、メイソンに姿を現すように言う。計画を中止しようとするも逆にベルトランに脅迫されたガミューは、証拠を隠滅するために彼を射殺するよう警官隊に命じ、メイソンはベルトランが射殺された混乱の中USBドライブを持って逃走する。 
しばらくして、メイソンは、ブライヤーとDGSIに協力して、USBドライブをパスポートに交換し国外に出ようとしているふりをして、ガミューをおびき出し、取引現場で逮捕する。ようやく、メイソンに対する容疑は取り下げられる。 

## キャスト
ショーン・ブライアー
演 - イドリス・エルバ、日本語吹替 - 斉藤次郎
CIAエージェント。かなりの武闘派で腕っぷしも強いが、バグダッドでの潜入捜査を破綻させてしまったため、カレンの計らいでパリのCIA監視課へ配属される。
マイケル・メイソン
演 - リチャード・マッデン、日本語吹替 - 川野剛稔
パリに住むアメリカ人のスリ。スリとしての腕前は一流。ラスベガス出身。やんごとない生まれだが親のせいで落ちぶれる。厭世的で、警戒を怠らない。
ゾーエ・ナビル
演 - シャルロット・ルボン、日本語吹替 - 木下紗華
反ファシストを掲げる活動家。パスカル・フィベール警部の恋人。 事件に巻き込まれ追われる身となる。
カレン・デイカー
演 - ケリー・ライリー、日本語吹替 - 小若和郁那
上級CIAエージェント。
ヴィクター・ガミュー
演 - ジョゼ・ガルシア、日本語吹替 - 桐本拓哉
DGSI局長。カレンのリビア時代からの知り合い。
ラフィ・ベルトラン
演 - ティエリ・ゴダール、日本語吹替 - 田中美央
フランス国家警察の特殊部隊隊長。 実は汚職に手を染めており、テロや暴動を仕掛けている。
トム・ルディ
演 - アナトール・ユセフ、日本語吹替 - 佐野康之
パリのCIA監視ユニットのリーダー。
ババ
演 - エリク・エブアニー、日本語吹替 - さかき孝輔
メイソンから盗難品を買う闇市場の売人。
クリストフ
演 - モハメド・マクトゥーミ
ベルトランたちの一味で副官的存在。
ジャン
演 - アリエ・ワルトアルテ
ゾーエの恋人。正体はパスカル・フィベール警部。ベルトランたちの仲間。
- その他の日本語吹替：こばたけまさふみ/蓮岳大/奥村翔/大井麻利衣/高橋大輔/石井未紗

## 製作
2013年11月11日、イドリス・エルバが映画のキャストに加わる。2014年10月2日、リチャード・マッデンがキャストに加わる。2014年5月18日に、フォーカス・フィーチャーズが北米での映画配給権を取得した。主要な撮影は2014年10月13日にパリで始まり、2014年12月17日には終了した。

## 公開
本作は2016年2月19日にイギリスで公開される予定だったが、2015年11月のパリでのテロ攻撃後、公開は延期された。その後、2016年4月22日にイギリス、アイルランド、スウェーデンで同時公開された。フランスでは、映画はストーリーの日付に合わせて2016年7月13日に公開された。2016年のニーストラックテロ事件後、スタジオカナルは、「犠牲者とその家族へ敬意を表す」として本作に言及しつつ、2016年7月17日には本作を劇場から引き揚げた。

## 批評
本作は批評家からさまざまなレビューを受けた。Rotten Tomatoesでの映画の評価は48％で、80件のレビューに基づくと評価は5.2/10である。サイトにおける重要なコンセンサスは「『フレンチ・ラン』はイドリス・エルバが今後活躍が期待されるアクションヒーローになりうることを証明している。特に、彼の才能にふさわしい脚本が待たれる」となっている。Metacriticでは、8人の批評に基づいて、「混合または平均レビュー」を示す49/100スコアを示している。